# جو فيلي ويلكينز
جو فيلي ويلكينز (بالإنجليزية: Joe Willie Wilkins)‏ هو كاتب أغاني ومغني أمريكي، ولد في 7 يناير 1921، وتوفي في 28 مارس 1979 في ممفيس في الولايات المتحدة.

## وصلات خارجية
- جو فيلي ويلكينز على موقع ميوزك برينز (الإنجليزية)
- جو فيلي ويلكينز على موقع أول ميوزيك (الإنجليزية)
- جو فيلي ويلكينز على موقع ديسكوغز (الإنجليزية)